# تومويوكي شيمورا
تومويوكي شيمورا (志村知幸 شيمورا تومويوكي) هو مؤدي أصوات ياباني ولد في 12 ديسمبر 1963 في هيتاتشي، إيباراكي.

## أدواره في الأنمي

### مسلسلات أنمي تلفزيونية
- داركر ذان بلاك: المقاول الأسود - يوسكي سايتو
- داركر ذان بلاك: جوزاء النيزك - يوسكي سايتو
- فانتوم: ريكوييم فور ذا فانتوم - دايسكي غودو
- كيكايشي - أستاذ كوروسو، ماكابي إيتّوساي
- المتحولون سايبرترون - لاندماين
- خيميائي الفولاذ - هايمانس بريدا
- خيميائي الفولاذ: فل ميتال ألكيميست - جيرسو
- المقيم الأبدي - توغيشي
- هاجيمي نو إيبو New Challenger - موريس ويست
- سكول رمبل - نوبورو تينّوجي
- ديفل ماي كراي - كلود
- سباق التحدي - مايكل تشين
- غينتاما - أونكي
- أسطول الزجاج - فنسنت سفورزا
- كوكب ملك الوحوش - يوكي
- وولفز راين - خادم جاغارا
- برج درواغا 〜the Aegis of URUK〜 - مارف
- لاينباريل الحديدي - ديميتري ماغاروف
- ساندز أوف ديستراكشن - مالك المتجر
- كوراو فانتوم ميموري - دوغ
- ميجامان ستار فورس - المفتش كوبر
- إير جير - تي غونزو
- إيوريكا سفن - جوبز
- خادم الصفر - جان
- سكرابد برنسس - يوما كاسول
- جاينت كيلينغ - زيلبيرتو
- باكومان - تاكورو ناكاي
- إينيشال دي Fourth Stage - قائد البوسوزوكو السابق
- هايسكول اوف ذا ديد - رائد فضاء
- آيرون مان - إيتشيرو ماسودا
- ناروتو شيبودن - جاكو
- غوسيك - البارون روبرت دو جيلي
- أوساغي دروب - هيداكا
- غيلتي كراون - غوين
- ماغي: The Labyrinth of Magic - إس ناندو
- ماغي: The Kingdom of Magic - إس ناندو
- هجوم العمالقة - كيتز فيرمان
- بليتش - يوكو-تشين
- باك مان ومغامرات الأشباح - أودرول
- فرسان التنكاي - والد غورين ناش، رو
- جبهة حاجز الدم - آرتي
- مغامرة جوجو الغريبة: الماس لا ينكسر - كيتشو نيجيمورا
- المحقق كونان - جينسكي نيندا (مأساة المرأة الحمراء)

### أوفا أنمي
- سينت سيا: ذا لوست كانفاس - ديدلي بيتل ستاند
- البدلة المتنقلة جاندام يونيكورن - هيلم كونفرس

### أفلام أنمي
- فيلم خيميائي الفولاذ: محتل شامبالا - هايمانس بريدا
- سلسلة أفلام توا نو كوؤن
  - توا نو كوؤن: الفصل الأول «البتلة الرغوية» - رئيس التقنيين
  - توا نو كوؤن: الفصل الثاني «رقصة الفوضى» - رئيس التقنيين
  - توا نو كوؤن: الفصل الثالث «عقوبة الأوهام» - رئيس التقنيين
  - توا نو كوؤن: الفصل الرابع «القلق القرمزي» - رئيس التقنيين
  - توا نو كوؤن: الفصل الخامس «عودة القاهر» - رئيس التقنيين
  - توا نو كوؤن: الفصل السادس «الأبد الأبدي» - رئيس التقنيين

## أدواره في الدبلجة اليابانية
- لوست - مايكل داوسون
- جزيرة المصراع - تشاك أول
- ساكر بنش - بلو جونز

## وصلات خارجية
- تومويوكي شيمورا على موقع IMDb (الإنجليزية)
- تومويوكي شيمورا على موقع ميوزك برينز (الإنجليزية)
- تومويوكي شيمورا على موقع قاعدة بيانات الفيلم (الإنجليزية)
- تومويوكي شيمورا على موقع ANN person (الإنجليزية)